# NGC 4435
NGC 4435 је спирална галаксија у сазвежђу Девица која се налази на NGC листи објеката дубоког неба.
Деклинација објекта је + 13° 4' 47" а ректасцензија 12h 27m 40,5s. Привидна величина (магнитуда) објекта NGC 4435 износи 10,8 а фотографска магнитуда 11,8. Налази се на удаљености од 16,8000 милиона парсека од Сунца. NGC 4435 је још познат и под ознакама UGC 7575, MCG 2-32-64, CGCG 70-98, VV 188, ARP 120, VCC 1030, IRAS 12251+1321, The Eye, Markarian chainPGC 40898.